# Román Grebénnikov

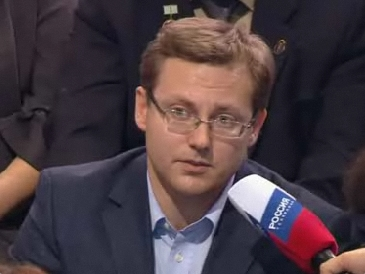

Roman Georgievich Grebennikov (en ruso: Роман Георгиевич Гребенников) nació el 25 de agosto de 1975 en la ciudad de Volgogrado, entonces parte de la Unión Soviética. Es el alcalde en funciones de su ciudad natal en la actualidad siendo elegido para este cargo desde el año 2007.

## Biografía
Grebénnikov se graduó en la Facultad de Derecho de la Universidad Estatal de Volgogrado en 1998. Después trabajó en una firma de abogados. Se unió al Partido Comunista ruso y ganó una diputación. De 2001 a 2005 fue el presidente del parlamento ruso siendo el más joven en la historia de este país con este cargo. En 2003, fue promovido para el Comité de Seguridad Pública.
El 21 de mayo de 2007 Grebénnikov fue elegido alcalde de la ciudad de Volgogrado con el 32.47% de la votación. Es el alcalde más joven electo en una ciudad de esta importancia.